# Delphinium beesianum
Delphinium beesianum är en ranunkelväxtart som beskrevs av William Wright Smith. Delphinium beesianum ingår i släktet storriddarsporrar, och familjen ranunkelväxter.

## Underarter
Arten delas in i följande underarter:
- D. b. latisectum
- D. b. radiatifolium